# S-350
S-350 Vitjaz (rusky С-350 Витязьe) je mobilní raketový systém typu země-vzduch vyvinutý v Rusku společností GSKB Almaz-Antěj pro boj s letadly, řízenými střelami a balistickými raketami. V rámci ruských ozbrojených sil se systém nazývá S-350, v indexu GRAU nese označení 50R6. Exportní označení je S-350E a 50R6E Hero. Varianta pro použití na válečných lodích nese označení 3K96 Poliment-Redut.

## Vývoj
Původně měl nahradit systémy S-300PS a S-300PT-1A. Návrh systému lze vysledovat ke společnému projektu KM-SAM, na kterém se spolupracovalo s Jižní Koreou a používá stejné rakety 9M96 jako systém S-400. Skupina Almaz-Antěj a ruské ministerstvo obrany podepsaly v červnu 2020 smlouvy na dodávku čtyř systémů S-350 „Vitjaz“ a tří pluků systémů S-400 „Triumf“.